# Lago Conillio
Lago Conillio är en sjö i Chile.   Den ligger i regionen Región de la Araucanía, i den södra delen av landet, 600 km söder om huvudstaden Santiago de Chile. Lago Conillio ligger 1 121 meter över havet. Arean är 8,0 kvadratkilometer. Den sträcker sig 3,0 kilometer i nord-sydlig riktning, och 4,7 kilometer i öst-västlig riktning.
I omgivningarna runt Lago Conillio växer i huvudsak blandskog. Runt Lago Conillio är det glesbefolkat, med 10 invånare per kvadratkilometer.